# 정책학
정책학(政策學)은 정부를 비롯한 공공부문의 집단의사결정의 내용과 과정을 다루는 학문이다.

## 정책학의 주요 개념 및 이론
정책학(政策學, policy science)은 그 주된 연구관심 대상과 흐름에 따라 정책과정, 정책형성, 정책집행, 정책분석, 정책평가 등의 세부 분야로 발전해왔다. 정책학이 독자적인 사회과학의 한 분야로 성립할 수 있는 이유는 그것이 정책이라는 중요한 연구대상을 여러 가지 과학적인 방법론과 이론을 가지고 연구한다는 점 뿐만 아니라 그것이 가치지향적 즉 정책학 연구에서 민주적 가치와 사회적 가치를 이해할 것인가의 문제 역시 균형되게 접근 한다는 점에서도 찾을 수 있을 것이다. 이러한 점에서 해럴드 라스웰(Harold Lasswell, 1902-1978)이 제시한 정책 과학 개념의 중요성은 여전히 21세기에도 유효하다고 할 것이다.
아래의 여러 모형은 정책과정(Policy Process)에서 널리 인용되는 모형들이다.
- 스테이지 휴리스틱스
- 쓰레기통 모형
- 주류 정책학
- 점진주의
- 단속 평형설
- 혁신 확산 이론
- 옹호 연합 모형
- 제도주의 및 신제도주의

## 주요학자
- 해럴드 라스웰
- 허버트 사이먼
- 찰스 린드블롬
- 존 킹던
- 엘리너 오스트롬
- 폴 사바티어

## 세부분야
- 공공재정정책
- 과학기술정책
- 정보통신정책
- 보건정책
- 환경정책
- 사회정책

## 같이 보기
- 공공 정책
- 행정